# فاضلاب‌زدایی

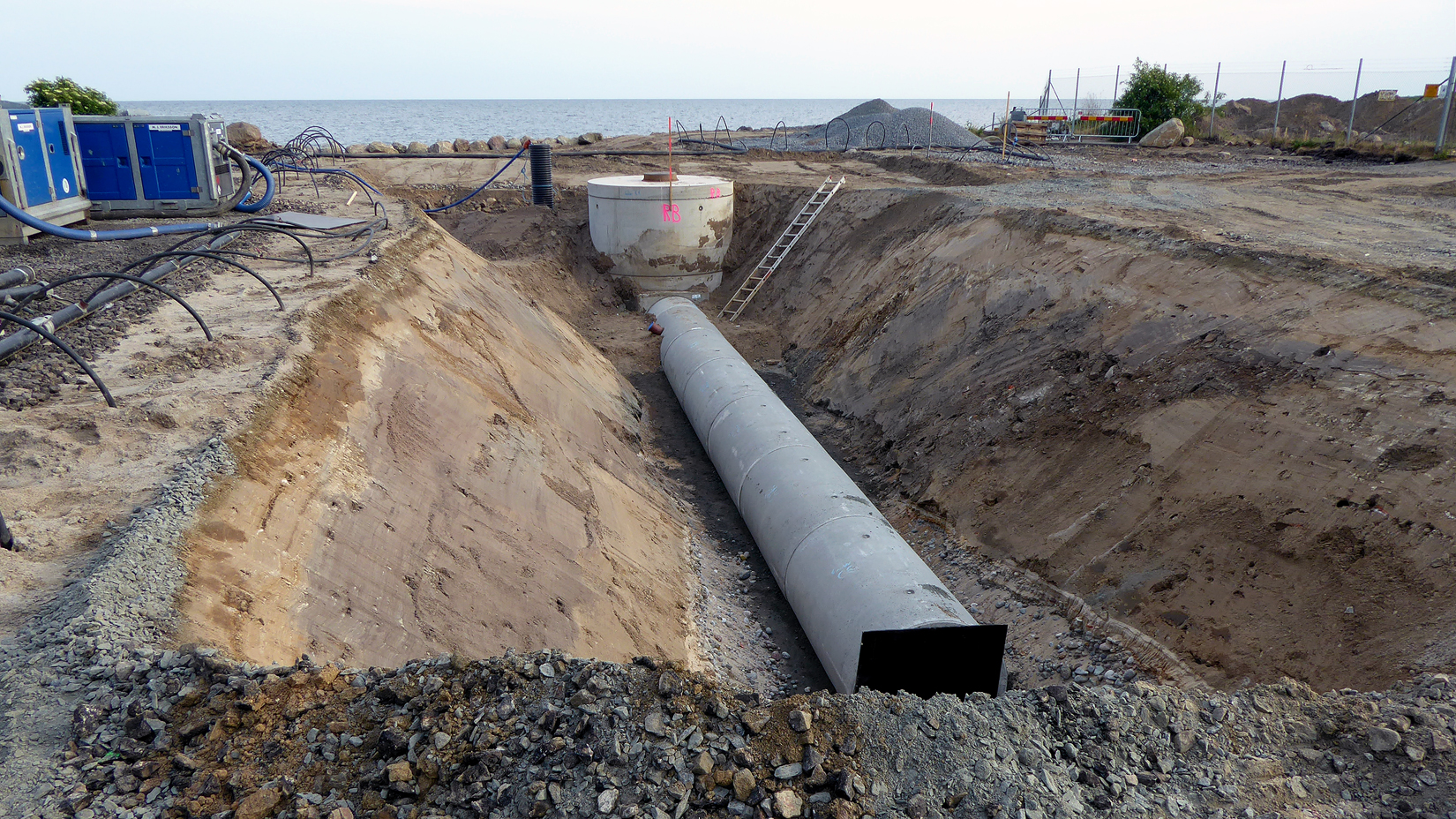
لوله‌های فاضلاب در ایستد سوئد

فاضلاب‌زدایی زیرساختی است که فاضلاب یا رواناب سطحی (آب رگباری، آب ذوب‌شده، آب باران) را با استفاده از مجراهایی منتقل می‌کند. فاضلاب‌زدایی شامل اجزایی مانند دریافت زهکشی، منهول، تلمبه‌خانه، سرریز توفان و غربالگری اتاق‌های فاضلاب ترکیبی یا مجرای فاضلاب است. فاضلاب‌زدایی با ورود به تصفیه‌خانه فاضلاب یا محیط زیست پایان می‌یابد. این سامانه شامل لوله‌ها، محفظه‌ها، چاله‌ها و … است که فاضلاب یا آب توفان را منتقل می‌کند.